# Marie de Latour

Porträt von Marie de Latour, gemalt von ihrem Sohn Alexandre Delatour, Königliches Museum der Schönen Künste (Antwerpen)

Marie Élisabeth Jeanne de Latour-Simons, bekannt als Marie de Latour (* um 1750 in Brüssel; † um 1834 ebenda) war eine flämische Malerin und Graveurin.

## Leben
Marie Simons wurde um 1750 in Brüssel als Tochter des Malers Jan Baptist Simons geboren. Sie studierte 1774 an der Koninklijke Academie voor Schone Kunsten van Antwerpen. Unter dem Namen Madame Delatour nahm sie an vielen Salons von 1811 bis 1828 in den Niederlanden und Belgien teil. Auf dem Antwerpener Salon von 1816 gewann sie 1816 eine Medaille. Ihre Werke „Les Players d'Chess“ und „Chez la Cartomancer“, 1815 zeugen von ihrem Talent, welches mehr der Anekdote als dem Bildhaften zugeneigt war und von ihrer Qualität als Künstlerin.
Um 1750 heiratete sie den Maler Philippe-François de Latour (1747–1822). Ihr Schwager war der flämische Maler Charles Le Clercq, ihr Sohn der Maler Alexandre Delatour, der auch bei ihr lernte. Auch ihr Bruder Jean-Baptiste Simons gewann als Maler einen Preis der Brüsseler Akademie im Jahr 1772. Als er im Jahr 1786 erblindete, schenkte sie ihm einige ihrer Werke.
Marie de Latour starb um 1834 in Brüssel.

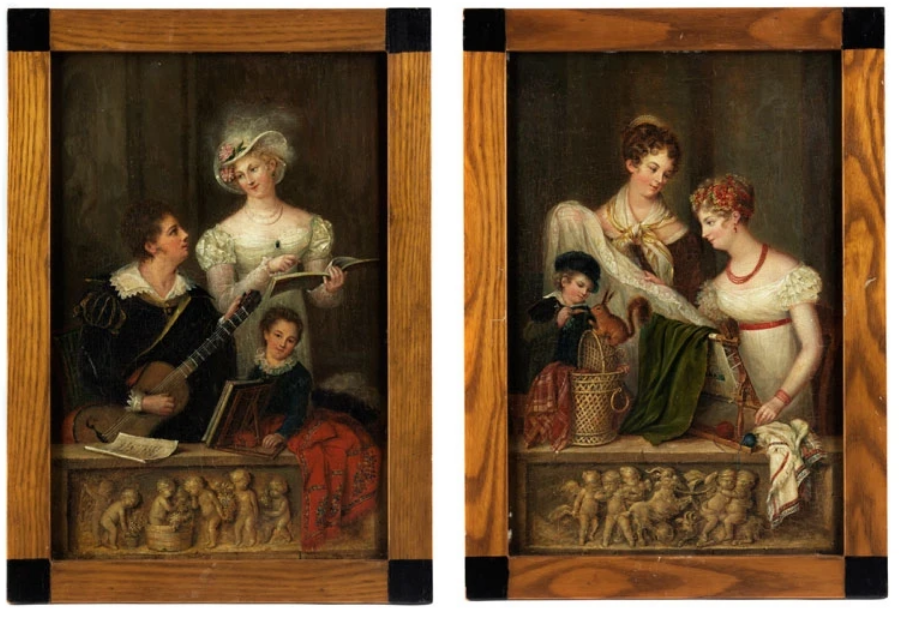
Allegorie, vor 1834
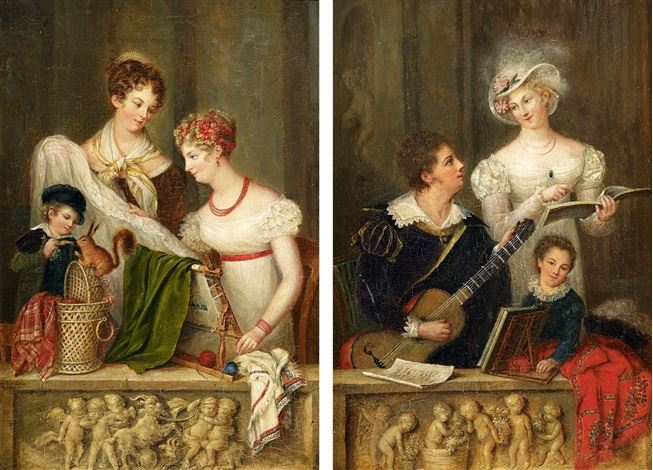
Allegorie, vor 1834
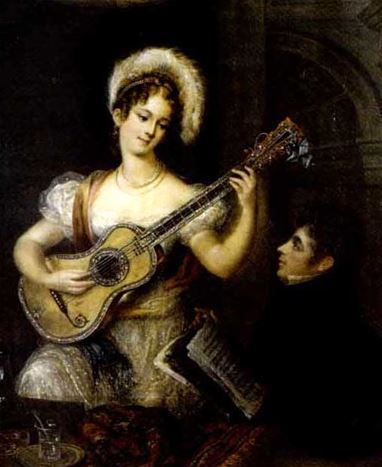
Ein galantes Konzert, 1827